# Isabel Bayrakdarian

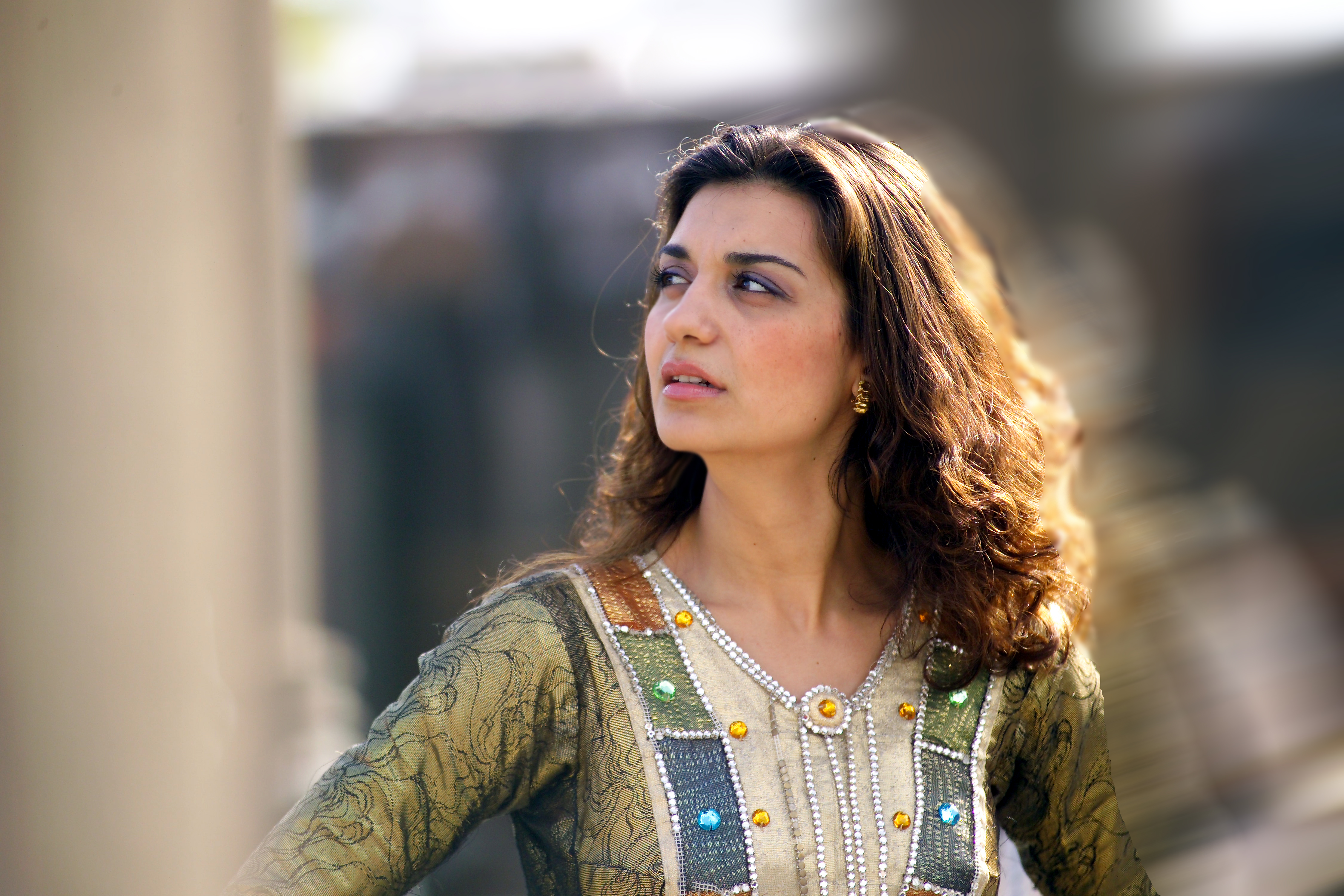
Isabel Bayrakdarian

Isabel Bayrakdarian (* 1974 in Zahlé, Libanon) ist eine armenisch-kanadische Opernsängerin (Sopran).

## Leben
Die im Libanon Geborene kam bereits als Jugendliche nach Kanada. 1997 erwarb sie an der University of Toronto einen Bachelor in Engineering Science.
Bayrakdarian hatte früh zu singen begonnen. 2000 gewann sie zu Beginn ihrer Karriere den von Plácido Domingo gestifteten Operalia-Wettbewerb. Mittlerweile hatte sie Auftritte an der Metropolitan Opera, im Royal Opera House Covent Garden, an der Scala, der Opéra National de Paris, der Chicago Lyric Opera, den Salzburger Festspielen, der Semperoper, der Bayerischen Staatsoper, der San Francisco Opera, Santa Fe Opera und der Canadian Opera Company.
Zu ihrem Repertoire gehören Euridike in Orfeo ed Euridice, Cleopatra in Giulio Cesare, die Susanna in Figaros Hochzeit, Zerlina in Don Giovanni, Pamina in der Zauberflöte, Marzelline in Fidelio, Adina in L’elisir d’amore, Norina in Don Pasquale, Mélisande in Pelléas et Mélisande, Blanche in Dialogues des carmélites und andere.
2002 trug sie mit dem auf Sindarin vorgetragenen Lied Evenstar zum Soundtrack des Filmes Herr der Ringe – Die zwei Türme bei.
Seit 2004 ist Isabel Bayrakdarian mit dem armenisch-kanadischen Pianisten und Komponisten Serouj Kradjian verheiratet.